# John Leguizamo
John Alberto Leguizamo Peláez (Bogotà, 22 luglio 1960) è un attore, sceneggiatore, comico e produttore cinematografico colombiano naturalizzato statunitense.

## Biografia
Leguizamo nasce a Bogotà. All'età di quattro anni Leguizamo e la sua famiglia emigrano negli Stati Uniti, stabilendosi nel Queens (New York); i suoi genitori divorziarono quando lui era adolescente. Da sempre appassionato per la recitazione, si iscrive all'Actors Studio, e si esibisce come comico in alcuni locali newyorkesi. Ottiene piccole parti in serie tv, come Miami Vice. Nel 1984, agli inizi di carriera, appare nel videoclip di Madonna Borderline, in seguito debutta al cinema con un piccolo ruolo in Sangue misto.
Miete molti successi in rappresentazioni teatrali presso Off-Broadway, grazie al quale viene notato da Brian De Palma che lo scrittura per Vittime di guerra e Carlito's Way. Successivamente lavora assieme a Bob Hoskins nella trasposizione cinematografica in live action del videogioco Super Mario Bros. nel ruolo di Luigi. Tra i film da lui interpretati vi sono: A Wong Foo, grazie di tutto! Julie Newmar, dove interpreta una drag queen, The Fan - Il mito accanto a Robert De Niro, Moulin Rouge! dove interpreta Henri de Toulouse-Lautrec, fino a La terra dei morti viventi. Nella trasposizione cinematografica in live action del fumetto Spawn (diretta da Mark A.Z. Dippé) ha ottenuto il ruolo del sadico e malvagio demone Violator (Clown), accanto a Michael Jai White, Nicol Williamson e Martin Sheen. 
Presta la sua voce al personaggio di Sid, nei film d'animazione L'era glaciale, L'era glaciale 2 - Il disgelo, L'era glaciale 3 - L'alba dei dinosauri, L'era glaciale 4 - Continenti alla deriva e L'era glaciale - In rotta di collisione. È nel cast della 12ª stagione della serie E.R. - Medici in prima linea, dove interpreta il dott. Victor Clemente. Fa parte del cast de L'amore ai tempi del colera trasposizione cinematografica del romanzo omonimo di Gabriel García Márquez, diretto da Mike Newell. Nel 2010 ha preso parte a Vanishing on 7th Street, thriller di Brad Anderson, con Hayden Christensen e Thandie Newton.
Il 30 agosto 2015 viene pubblicato su YouTube, precisamente sul canale Vevo di Justin Bieber, il video musicale What Do You Mean? con la sua partecipazione al videoclip. Nell'autunno 2015 ha pubblicato il suo primo libro, una graphic novel dal titolo Ghetto Klown, edito da Abrams books. Ha presentato il libro il 20 settembre 2015 al Brooklyn Book Festival, durante un incontro con Jonathan Lethem, durante il quale ha raccontato quanto vivere a New York lo abbia influenzato. Nel 2018 recita nel film drammatico Nancy e nel 2021 doppia il personaggio di Bruno Madrigal nel 60° classico Disney Encanto, un film in cui altri attori colombiani, come Angie Cepeda, María Cecilia Botero e Carolina Gaitán, doppiano anche altri personaggi.

## Vita privata
Nel 1994 ha sposato l'attrice Yelba Osorio: i due hanno divorziato due anni dopo.
Dal 28 giugno 2003 è sposato con Justine Maurer, la costumista del film Carlito's Way, da cui ha avuto due figli.

## Filmografia

### Attore

#### Cinema
- Sangue misto (Mixed Blood), regia di Paul Morrissey (1985)
- Vittime di guerra (Casualties of War), regia di Brian De Palma (1989)
- Revenge - Vendetta (Revenge), regia di Tony Scott (1990)
- Die Hard 2 - 58 minuti per morire (Die Hard 2), regia di Renny Harlin (1990)
- Poison, regia di Todd Haynes (1991)
- I migliori del Bronx (Hangin' with the Homeboys), regia di Joseph B. Vasquez (1991)
- Giustizia a tutti i costi (Out for Justice) (1991)
- A proposito di Henry (Regarding Henry), regia di Mike Nichols (1991)
- Perversione mortale (Whispers in the Dark) (1992)
- Super Mario Bros., regia di Rocky Morton, Annabel Jankel (1993)
- Carlito's Way, regia di Brian De Palma (1993)
- Giorni di fuoco (A Pyromaniac's Love Story), regia di Joshua Brand (1995)
- A Wong Foo, grazie di tutto! Julie Newmar (To Wong Foo Thanks for Everything, Julie Newmar), regia di Beeban Kidron (1995)
- Decisione critica (Executive Decision), regia di Stuart Baird (1996)
- The Fan - Il mito (The Fan), regia di Tony Scott (1996)
- Romeo + Giulietta di William Shakespeare (Romeo + Juliet), regia di Baz Luhrmann (1996)
- Spawn, regia di Mark A.Z. Dippé (1997)
- The Pest (1997)
- Body Count, regia di Robert Patton-Spruill (1998)
- Freak, regia di Spike Lee (1998)
- Delitti d'autore (Frogs for Snakes) (1998)
- Joe the King, regia di Frank Whaley (1999)
- S.O.S. Summer of Sam - Panico a New York (The Summer of Sam), regia di Spike Lee (1999)
- King of the Jungle, regia di Seth Zvi Rosenfeld (2000)
- Lo scroccone e il ladro (What's the Worst That Could Happen?), regia di Sam Weisman (2001)
- Moulin Rouge!, regia di Baz Luhrmann (2001)
- Danni collaterali (Collateral Damage), regia di Andrew Davis (2002)
- Time X - Fuori tempo massimo (ZigZag) (2002)
- Punto d'origine (Point of Origin), regia di Newton Thomas Sigel (2002)
- Empire - Due mondi a confronto (Empire), regia di Franc. Reyes (2002)
- Spun, regia di Jonas Åkerlund (2002)
- Assault on Precinct 13, regia di Jean-François Richet (2005)
- La terra dei morti viventi (Land of the Dead), regia di George A. Romero (2005)
- Il potere dei sogni (Sueño) (2005)
- The Honeymooners (2005)
- Fuga dal matrimonio (The Groomsmen), regia di Edward Burns (2006)
- The Alibi, regia di Matt Checkowski, Kurt Mattila (2006)
- The Take - Falso indiziato (The Take) (2007)
- L'amore ai tempi del colera (Love in the Time of Cholera), regia di Mike Newell (2007)
- E venne il giorno (The Happening), regia di M. Night Shyamalan (2008)
- Sfida senza regole (Righteous Kill), regia di Jon Avnet (2008)
- Miracolo a Sant'Anna (Miracle at St. Anna), regia di Spike Lee (2008)
- Nothing Like the Holidays (2008)
- The Ministers - Giustizia privata (The Ministers) (2009)
- Gamer, regia di Mark Neveldine, Brian Taylor (2009)
- Vanishing on 7th Street, regia di Brad Anderson (2010)
- Repo Men, regia di Miguel Sapochnik (2010)
- The Lincoln Lawyer, regia di Brad Furman (2011)
- One for the Money, regia di Julie Anne Robinson (2012)
- Kick-Ass 2, regia di Jeff Wadlow (2013)
- The Counselor - Il procuratore (The Counselor), regia di Ridley Scott (2013)
- Cymbeline, regia di Michael Almereyda (2014)
- Chef - La ricetta perfetta (Chef), regia di Jon Favreau (2014)
- Poliziotto in prova (Ride Along), regia di Tim Story (2014)
- John Wick, regia di David Leitch e Chad Stahelski (2014)
- Experimenter, regia di Michael Almereyda (2015)
- Le sorelle perfette (Sisters), regia di Jason Moore (2015)
- American Ultra, regia di Nima Nourizadeh (2015)
- Meadowland - Scomparso (Meadowland), regia di Reed Morano (2015)
- Stealing Cars, regia di Bradley Kaplan (2015)
- The Hollow Point, regia di Gonzalo López-Gallego (2016)
- The Infiltrator, regia di Brad Furman (2016)
- John Wick - Capitolo 2 (John Wick: Chapter 2), regia di Chad Stahelski (2017)
- The Crash - Minaccia a Wall Street (The Crash), regia di Aram Rappaport (2017)
- Krystal, regia di William H. Macy (2017)
- Nancy, regia di Christina Choe (2018)
- Il sole è anche una stella (The Sun Is Also a Star), regia di Ry Russo-Young (2019)
- Non si scherza col fuoco (Playing with Fire), regia di Andy Fickman (2019)
- I segreti della notte (The Night Clerk), regia di Michael Cristofer (2020)
- Critical Thinking, regia di John Leguizamo (2020)
- Harry Haft - Storia di un sopravvissuto (The Survivor), regia di Barry Levinson (2021)
- The Menu, regia di Mark Mylod (2022)
- Una notte violenta e silenziosa (Violent Night), regia di Tommy Wirkola (2022)
- Tin Soldier, regia di Brad Furman (2025)

#### Televisione
- Miami Vice – serie TV, 3 episodi (1986-1989)
- I fratelli Garcia (The Brothers García) – serie TV, 49 episodi (2000-2004)
- Undefeated, regia di John Leguizamo – film TV (2003)
- E.R. - Medici in prima linea (ER) – serie TV, 12 episodi (2005-2006)
- My Name Is Earl – serie TV, 2 episodi (2006)
- The Kill Point – serie TV, 8 episodi (2007)
- Bloodline – serie TV, 8 episodi (2016)
- Waco – miniserie TV (2018)
- Il dottor Dolittle (Doctor Dolittle) (1998) - voce
- Titan A.E. (2000) - voce
- When They See Us, regia di Ava DuVernay – miniserie TV (2019)
- The Mandalorian – serie TV, episodio 2x01 (2020) - voce
- Ragazze elettriche (The Power) – serie TV, 7 episodi (2023)
- Smoke - Tracce di fuoco (Smoke), regia di Kari Skogland, Joe Chappelle e Jim McKay – miniserie TV (2025)

### Doppiatore
- L'era glaciale (Ice Age) (2002)
- Rayman 3: Hoodlum Havoc - videogioco (2003)
- L'era glaciale 2 - Il disgelo (Ice Age: The Meltdown) (2006)
- L'era glaciale 3 - L'alba dei dinosauri (Ice Age: Dawn of the Dinosaurs) (2009)
- L'era glaciale 4 - Continenti alla deriva (Ice Age: Continental Drift) (2012)
- L'era glaciale - In rotta di collisione (Ice Age: Collision Course) (2016)
- Encanto (2021)

### Regista
- Undefeated (2003)
- Critical Thinking (2020)

## Riconoscimenti
- Nomination all'ALMA Award 2002: miglior attore non protagonista per Moulin Rouge!

## Doppiatori italiani
Nelle versioni in italiano delle opere in cui ha recitato, John Leguizamo è stato doppiato da:
- Fabrizio Vidale in E.R. - Medici in prima linea, Time X - Fuori tempo massimo, Poliziotto in prova, Waco, Il sole è anche una stella, The Menu, Ragazze elettriche, Waco - Il processo
- Sandro Acerbo in Super Mario Bros., The Fan - Il mito, The Pest, Danni collaterali, The Take - Falso indiziato, Una notte violenta e silenziosa
- Luigi Ferraro in E venne il giorno, John Wick, The Infiltrator, John Wick - Capitolo 2, When They See Us
- Christian Iansante in S.O.S. Summer of Sam - Panico a New York, The Honeymooners, My Name Is Earl, Bloodline
- Luca Ghignone in Spun, The Crash - Minaccia a Wall Street, Nancy, Harry Haft - Storia di un sopravvissuto
- Fabio Boccanera in La terra dei morti viventi, The Kill Point, Le sorelle perfette, American Ultra
- Francesco Pezzulli ne I fratelli Garcia, Sfida senza regole, One for the Money
- Marco Guadagno in Lo scroccone e il ladro, Moulin Rouge!
- Riccardo Scarafoni in Vanishing on 7th Street, I segreti della notte
- Riccardo Niseem Onorato in Punto d'origine, Undefeated
- Vittorio Guerrieri in Miami Vice (ep. 2x22)
- Alberto Caneva in Miami Vice (ep. 3x17)
- Gianluca Tusco in Miami Vice (ep. 5x16)
- Vittorio De Angelis in Vittime di guerra
- Marco Bolognesi in Carlito's Way
- Leonardo Petrillo in A Wong Foo, grazie di tutto! Julie Newmar
- Antonio Sanna in Decisione critica
- Maurizio Romano in Romeo + Giulietta di William Shakespeare
- Elio Pandolfi in Spawn
- Edoardo Nevola in Le mille e una notte (Genio della lampada)
- Stefano De Sando in Le mille e una notte (Genio dell'anello)
- Fabrizio Manfredi in Assault on Precint 13
- Marco Baroni in The Alibi
- Francesco Pannofino in L'amore ai tempi del colera
- Massimo De Ambrosis in Miracolo a Sant'Anna
- Pasquale Anselmo in Gamer
- Corrado Conforti in The Lincoln Lawyer
- Nanni Baldini in Kick-Ass 2
- Diego Suarez in The Counselor - Il procuratore
- Roberto Gammino in Chef - La ricetta perfetta
- Francesco Meoni in Non si scherza col fuoco
- Stefano Thermes in Tin Soldier
- Tony Sansone in Time X - Fuori tempo massimo (ridoppiaggio)

Da doppiatore è sostituito da:
- Claudio Bisio in L'era glaciale, L'era glaciale 2 - Il disgelo, Surviving Sid, L'era glaciale 3 - L'alba dei dinosauri, Scrat's Continental Crack-up, L'era glaciale 4 - Continenti alla deriva, L'era glaciale - In rotta di collisione
- Maurizio Reti in Il dottor Dolittle
- Mino Caprio in Titan A.E.
- Franco Mannella in A spasso con i dinosauri
- Fabrizio Vidale in Elena di Avalor
- Alessandro Ballico in The Mandalorian
- Luca Zingaretti in Encanto
- David Vivanti in Animals